# 堀川直史
堀川 直史（ほりかわ なおし、1949年 - ）は、日本の医学者、精神科医。埼玉医科大学医学部教授。元東京女子医科大学医学部教授。医学博士。

## 来歴
- 1949年 - 誕生
- 1974年 - 東京医科歯科大学医学部医学科卒業。東京女子医科大学神経精神科入局
- 1976年 - 東京女子医科大学神経精神科助手
- 1986年 - 東京女子医科大学神経精神科講師。武蔵野赤十字病院精神科部長
- 1988年 - 医学博士（東京女子医科大学）[2]
- 1998年 - 東京女子医科大学神経精神科助教授
- 2000年 - 東京女子医科大学神経精神科教授[3]
- 2002年 - 東京女子医科大学在宅緩和医療部運営部長（兼任）[1]
- 2004年 - 埼玉医科大学総合医療センター神経精神科教授[4]

## 著書

### 単著
- 『体の病と心のケア —身体疾患患者の精神症状のとらえ方』文光堂、2003年11月。ISBN 9784830646331。

## 関連人物
- 石郷岡純